# Clavicornaltica
Clavicornaltica es un género de escarabajos de la familia Chrysomelidae.
El género fue descrito inicialmente en 1974 por Scherer. Se distribuye en Asia. Contiene las siguientes especies:
- Clavicornaltica australis Konstantinov, 1995
- Clavicornaltica dali Konstantinov & Duckett, 2005
- Clavicornaltica himalayensis Medvedev, 1984
- Clavicornaltica iriana Medvedev, 1996
- Clavicornaltica longsheng Konstantinov & Duckett, 2005
- Clavicornaltica malayana Medvedev, 1996
- Clavicornaltica philippinensis Scherer, 1979
- Clavicornaltica rileyi Doeberl, 2003
- Clavicornaltica schereri Basu & Sen Gupta, 1982
- Clavicornaltica takimotoi LeSage, 1998
- Clavicornaltica tamdao Konstantinov & Duckett, 2005
- Clavicornaltica tarsalis Medvedev, 1996
- Clavicornaltica trautneri Medvedev, 1993
- Clavicornaltica vietnamensis Konstantinov & Duckett, 2005